# Hydropisphaera suffulta
Hydropisphaera suffulta är en svampart som först beskrevs av Berk. & M.A. Curtis, och fick sitt nu gällande namn av Rossman & Samuels 1999. Hydropisphaera suffulta ingår i släktet Hydropisphaera och familjen Bionectriaceae.   Inga underarter finns listade i Catalogue of Life.